# Thetris
Il Thetris è un grattacielo di Milano, in costruzione dal 2021.

## Storia
Progettato dallo studio di architettura Be.st di Stefano Belingardi, il grattacielo sostituisce il progetto sviluppato dallo studio PRP Architettura noto come Skydrop i cui lavori sono stati fermati nel 2022 dopo l'avvio dei cantieri nel 2021.

## Descrizione
La torre dovrebbe raggiungere un'altezza di 106 metri per 24 piani. Il nuovo edificio sarà composto in facciata da tre sezioni di 8, 6 e 4 piani.

## Trasporti
- Famagosta